# Tournoi de tennis de Brighton
Le tournoi de Brighton (Sussex, Angleterre) est un tournoi de tennis féminin du circuit professionnel WTA.
Il s'est joué de 1978 à 1995, toujours en octobre. 
Avec six titres (dont cinq consécutifs de 1988 à 1992), Steffi Graf détient le record de titres en simple.
Un tournoi masculin a également eu lieu en 2000 sur surface dure.

## Palmarès dames

### Simple
| No | Date       | Nom et lieu du tournoi                | Catégorie      | Dotation  | Surface         | Vainqueure          | Finaliste           | Score         |         |
| -- | ---------- | ------------------------------------- | -------------- | --------- | --------------- | ------------------- | ------------------- | ------------- | ------- |
| 1  | 16-10-1978 | BMW Challenge, Brighton               |                | 75 000 $  | Moquette (int.) | Virginia Ruzici     | Betty Stöve         | 5-7, 6-2, 7-5 | Tableau |
| 2  | 19-11-1979 | Daihatsu Challenge, Brighton          | Colgate Series | 100 000 $ | Moquette (int.) | Martina Navrátilová | Chris Evert         | 6-3, 6-3      | Tableau |
| 3  | 20-10-1980 | Daihatsu Challenge, Brighton          |                | 125 000 $ | Moquette (int.) | Chris Evert         | Martina Navrátilová | 6-4, 5-7, 6-3 | Tableau |
| 4  | 19-10-1981 | Daihatsu Challenge, Brighton          |                | 125 000 $ | Moquette (int.) | Sue Barker          | Mima Jaušovec       | 4-6, 6-1, 6-1 | Tableau |
| 5  | 25-10-1982 | Daihatsu Challenge, Brighton          | Series 5       | 150 000 $ | Moquette (int.) | Martina Navrátilová | Chris Evert         | 6-1, 6-4      | Tableau |
| 6  | 17-10-1983 | Daihatsu Challenge, Brighton          |                | 150 000 $ | Moquette (int.) | Chris Evert         | Jo Durie            | 6-1, 6-1      | Tableau |
| 7  | 22-10-1984 | Daihatsu Challenge, Brighton          |                | 175 000 $ | Moquette (int.) | Sylvia Hanika       | Joanne Russell      | 6-3, 1-6, 6-2 | Tableau |
| 8  | 21-10-1985 | Pretty Polly Classic, Brighton        |                | 175 000 $ | Moquette (int.) | Chris Evert         | Manuela Maleeva     | 7-5, 6-3      | Tableau |
| 9  | 20-10-1986 | Pretty Polly Classic, Brighton        |                | 200 000 $ | Moquette (int.) | Steffi Graf         | Catarina Lindqvist  | 6-3, 6-3      | Tableau |
| 10 | 19-10-1987 | Volvo Classic, Brighton               |                | 200 000 $ | Moquette (int.) | Gabriela Sabatini   | Pam Shriver         | 7-5, 6-4      | Tableau |
| 11 | 25-10-1988 | Brighton International, Brighton      | Tier III       | 250 000 $ | Moquette (int.) | Steffi Graf         | Manuela Maleeva     | 6-2, 6-0      | Tableau |
| 12 | 23-10-1989 | Midland Group Championships, Brighton | Tier III       | 250 000 $ | Moquette (int.) | Steffi Graf         | Monica Seles        | 7-5, 6-4      | Tableau |
| 13 | 22-10-1990 | Midland Bank Championships, Brighton  | Tier II        | 350 000 $ | Moquette (int.) | Steffi Graf         | Helena Suková       | 7-5, 6-3      | Tableau |
| 14 | 22-10-1991 | Midland Bank Championships, Brighton  | Tier II        | 350 000 $ | Moquette (int.) | Steffi Graf         | Zina Garrison       | 5-7, 6-4, 6-1 | Tableau |
| 15 | 20-10-1992 | Midland Bank Championships, Brighton  | Tier II        | 350 000 $ | Moquette (int.) | Steffi Graf         | Jana Novotná        | 4-6, 6-4, 7-6 | Tableau |
| 16 | 19-10-1993 | Autoglass Classic, Brighton           | Tier II        | 375 000 $ | Moquette (int.) | Jana Novotná        | Anke Huber          | 6-2, 6-4      | Tableau |
| 17 | 18-10-1994 | Brighton International, Brighton      | Tier II        | 400 000 $ | Moquette (int.) | Jana Novotná        | Helena Suková       | 6-7, 6-3, 6-4 | Tableau |
| 18 | 16-10-1995 | Brighton International, Brighton      | Tier II        | 430 000 $ | Moquette (int.) | Mary Joe Fernández  | Amanda Coetzer      | 6-4, 7-5      | Tableau |

### Double
| No | Date       | Nom et lieu du tournoi               | Catégorie      | Dotation  | Surface         | Vainqueures                     | Finalistes                            | Score         |         |
| -- | ---------- | ------------------------------------ | -------------- | --------- | --------------- | ------------------------------- | ------------------------------------- | ------------- | ------- |
| 1  | 16-10-1978 | BMW Challenge Brighton               |                | 75 000 $  | Moquette (int.) | Betty Stöve Virginia Wade       | Ilana Kloss Joanne Russell            | 6-0, 7-6      | Tableau |
| 2  | 19-11-1979 | Daihatsu Challenge Brighton          | Colgate Series | 100 000 $ | Moquette (int.) | Ann Kiyomura Anne Smith         | Ilana Kloss Laura duPont              | 6-2, 6-1      | Tableau |
| 3  | 20-10-1980 | Daihatsu Challenge Brighton          |                | 125 000 $ | Moquette (int.) | Kathy Jordan Anne Smith         | Martina Navrátilová Betty Stöve       | 6-3, 7-5      | Tableau |
| 4  | 19-10-1981 | Daihatsu Challenge Brighton          |                | 125 000 $ | Moquette (int.) | Barbara Potter Anne Smith       | Mima Jaušovec Pam Shriver             | 6-7, 6-3, 6-4 | Tableau |
| 5  | 25-10-1982 | Daihatsu Challenge Brighton          | Series 5       | 150 000 $ | Moquette (int.) | Martina Navrátilová Pam Shriver | Barbara Potter Sharon Walsh           | 2-6, 7-5, 6-4 | Tableau |
| 6  | 17-10-1983 | Daihatsu Challenge Brighton          |                | 150 000 $ | Moquette (int.) | Chris Evert Pam Shriver         | Jo Durie Ann Kiyomura                 | 7-5, 6-4      | Tableau |
| 7  | 22-10-1984 | Daihatsu Challenge Brighton          |                | 175 000 $ | Moquette (int.) | Alycia Moulton Paula Smith      | Barbara Potter Sharon Walsh           | 6-7, 6-3, 7-5 | Tableau |
| 8  | 21-10-1985 | Pretty Polly Classic Brighton        |                | 175 000 $ | Moquette (int.) | Lori McNeil Catherine Suire     | Barbara Potter Helena Suková          | 4-6, 7-6, 6-4 | Tableau |
| 9  | 20-10-1986 | Pretty Polly Classic Brighton        |                | 200 000 $ | Moquette (int.) | Steffi Graf Helena Suková       | Tine Scheuer-Larsen Catherine Tanvier | 6-4, 6-4      | Tableau |
| 10 | 19-10-1987 | Volvo Classic Brighton               |                | 200 000 $ | Moquette (int.) | Kathy Jordan Helena Suková      | Tine Scheuer-Larsen Catherine Tanvier | 7-5, 6-1      | Tableau |
| 11 | 25-10-1988 | Brighton International Brighton      | Tier III       | 250 000 $ | Moquette (int.) | Lori McNeil Betsy Nagelsen      | Isabelle Demongeot Nathalie Tauziat   | 7-6, 2-6, 7-6 | Tableau |
| 12 | 23-10-1989 | Midland Group Championships Brighton | Tier III       | 250 000 $ | Moquette (int.) | Katrina Adams Lori McNeil       | Hana Mandlíková Jana Novotná          | 4-6, 7-6, 6-4 | Tableau |
| 13 | 22-10-1990 | Midland Bank Championships Brighton  | Tier II        | 350 000 $ | Moquette (int.) | Helena Suková Nathalie Tauziat  | Jo Durie Natasha Zvereva              | 6-1, 6-4      | Tableau |
| 14 | 22-10-1991 | Midland Bank Championships Brighton  | Tier II        | 350 000 $ | Moquette (int.) | Pam Shriver Natasha Zvereva     | Zina Garrison Lori McNeil             | 6-1, 6-2      | Tableau |
| 15 | 20-10-1992 | Midland Bank Championships Brighton  | Tier II        | 350 000 $ | Moquette (int.) | Jana Novotná Larisa Neiland     | Conchita Martínez Radka Zrubáková     | 6-4, 6-1      | Tableau |
| 16 | 19-10-1993 | Autoglass Classic Brighton           | Tier II        | 375 000 $ | Moquette (int.) | Laura Golarsa Natalia Medvedeva | Anke Huber Larisa Neiland             | 6-3, 1-6, 6-4 | Tableau |
| 17 | 18-10-1994 | Brighton International Brighton      | Tier II        | 400 000 $ | Moquette (int.) | Manon Bollegraf Larisa Neiland  | Mary Joe Fernández Jana Novotná       | 4-6, 6-2, 6-3 | Tableau |
| 18 | 16-10-1995 | Brighton International Brighton      | Tier II        | 430 000 $ | Moquette (int.) | Meredith McGrath Larisa Neiland | Lori McNeil Helena Suková             | 7-5, 6-1      | Tableau |

## Palmarès messieurs

### Simple
| No | Date       | Nom et lieu du tournoi     | Catégorie   | Dotation  | Surface    | Vainqueur  | Finaliste      | Score    |  |
| -- | ---------- | -------------------------- | ----------- | --------- | ---------- | ---------- | -------------- | -------- |  |
| 1  | 20-11-2000 | The Samsung Open, Brighton | Int' Series | 375 000 $ | Dur (int.) | Tim Henman | Dominik Hrbatý | 6-2, 6-2 |  |

### Double
| No | Date       | Nom et lieu du tournoi     | Catégorie   | Dotation  | Surface    | Vainqueurs                | Finalistes                | Score    |  |
| -- | ---------- | -------------------------- | ----------- | --------- | ---------- | ------------------------- | ------------------------- | -------- |  |
| 1  | 20-11-2000 | The Samsung Open, Brighton | Int' Series | 375 000 $ | Dur (int.) | Michael Hill Jeff Tarango | Paul Goldstein Jim Thomas | 6-3, 7-5 |  |